# Mindorina
Mindorina is een geslacht van kevers uit de familie bladkevers (Chrysomelidae).
De wetenschappelijke naam van het geslacht werd in 1940 gepubliceerd door Laboissiere.

## Soorten
- Mindorina antennalis Laboissiere, 1940
- Mindorina cyanea Laboissiere, 1940
- Mindorina palpalis Laboissiere, 1940
- Mindorina punctata (Allard, 1889)